# Бизнес център
Бизнес центърът (също делови център, офис център или обслужван офис, от английски: serviced office) е административна сграда (или място в такава сграда), която е напълно оборудвана и обзаведена за настаняване в кратък срок на офис потребители (на френски: Utilisateur d'espace) за ограничен период от време.
В разширен смисъл терминът означава център на бизнеса в дадена територия.
Характерна черта на този вид сгради е осигуряването на съвременна инфраструктура, необходима за водене на делова дейност (бизнес), като средства за далекосъобщения (телефон, телеграф, интернет и пр.), паркинг (или места за паркиране), зали за конференции и преговори, заведения за хранене и др. Отличават се също с представителен вид на сградата, често с модерна архитектура.
Обикновено офисните помещения в бизнес-центровете се отдават под наем. Особено подходящи са за начинаещи (старт-ъп) и малки компании. могат да предлагат допълнителни услуги: предоставят информация, консултантски, маркетингови, счетоводни и други услуги, провеждат обучение на (начинаещи) предприемачи. Частично финансирани от държавната или местната администрация, научни и други организации, такива услуги могат да са на цени под пазарните.
През ноември 2014 г. доклад на британската Асоциация на бизнес центровете (Business Centre Association) сочи, че бизнес центровете във Великобритания ползват площ от 70 млн. кв. фута (6,5 млн. кв. метра), подслоняват около 80 000 фирми, осигуряват над 400 000 работни места, съдействат за бизнес оборот от 2 млрд. британски лири.